# Gamīchī (ort i Iran)
Gamīchī (persiska: گَميچی, گَميچی دِه, گمیچی) är en ort i Iran.   Den ligger i provinsen Östazarbaijan, i den nordvästra delen av landet, 600 km väster om huvudstaden Teheran. Gamīchī ligger 1 281 meter över havet och antalet invånare är 527. Den ligger vid sjön Lake Urmia.
Terrängen runt Gamīchī är platt söderut, men norrut är den kuperad. Terrängen runt Gamīchī sluttar söderut. Trakten runt Gamīchī är nära nog obefolkad, med mindre än två invånare per kvadratkilometer. Närmaste större samhälle är Āq Gonbad, 9,5 km nordväst om Gamīchī. Trakten runt Gamīchī består i huvudsak av gräsmarker.